# Lac Ouïelgui
Le lac Ouïelgui (en russe : Уелги) est un lac de Russie situé dans le sud de l’Oural.

## Géographie
Le lac Ouïelgui s’étend sur 60,3 km2 dans le nord-est de l’oblast de Tcheliabinsk, près du village de Kounachak (qui est à 2 km de sa rive méridionale), à environ 70 km au nord de Tcheliabinsk. Le lac est bordé au sud-ouest du village de Kanzafarova et au sud de Kounachak, (à deux kilomètres de la rive).

## Description
La profondeur moyenne du lac est de 2,3 m, la profondeur plus ou moins grande est de 3,2 - 3,8 m (en 1969, la profondeur maximale a atteint 7 m). Sa superficie est de 60,3 km2. Les abords du lac, surtout dans la partie nord-est, sont plutôt marécageux avec des scirpes. Le sud du lac est relié par un canal au lac Kounachak.

## Faune
Le lac est habité par des carassins, des carpes, des corégones, des grands brochets et des vairons.